# Lebedivka, Iarmolînți
Lebedivka (în ucraineană Лебедівка) este un sat în comuna Verbka-Murovana din raionul Iarmolînți, regiunea Hmelnîțkîi, Ucraina.

## Demografie
Componența lingvistică a localității Lebedivka
     Ucraineană (98,82%)
     Rusă (1,18%)
Conform recensământului din 2001, majoritatea populației localității Lebedivka era vorbitoare de ucraineană (98,82%), existând în minoritate și vorbitori de rusă (1,18%).